# Icelus rastrinoides
Icelus rastrinoides är en fiskart som beskrevs av Taranetz, 1936. Icelus rastrinoides ingår i släktet Icelus och familjen simpor. Inga underarter finns listade i Catalogue of Life.